# Іткара
Іткара́ (рос. Иткара) — присілок у складі Яшкинського округу Кемеровської області, Росія.

## Населення
Населення — 42 особи (2010; 63 у 2002).
Національний склад (станом на 2002 рік):
- росіяни — 98 %